# Eutrichota lividiventris
Eutrichota lividiventris este o specie de muște din genul Eutrichota, familia Anthomyiidae. A fost descrisă pentru prima dată de Huckett în anul 1939. Conform Catalogue of Life specia Eutrichota lividiventris nu are subspecii cunoscute.